# Corte del Sud
La Corte del Sud (南朝?, Nanchō) o Corte di Yoshino (吉野朝廷?, Yoshino chōtei) fu una corte dell'imperatore Go-Daigo del lignaggio Daikakuji con sede a Yoshino (Provincia di Yamato, Distretto di Yoshino, Prefettura di Nara), Anō (Nishiyoshino-cho, Gojō, Prefettura di Nara) e Sumiyoshi (Provincia di Settsu, Osaka, Prefettura di Osaka) a sud di Kyoto durante il periodo Nanboku-chō in Giappone. Durò 56 anni, dal 1337 (1336 in corrispondenza del calendario giapponese) al 1392 e aveva funzioni di governo come conferire titoli e stabilire nomi di epoche.

## Storia

### Panoramica del Nanboku-chō
La Corte del Sud è chiamata così poiché stabilì la sua base a Yoshino, situata nella parte meridionale della prefettura di Nara, in contrasto con la Corte del Nord, che aveva sede a Kyoto.
La genesi della divisione della corte imperiale risale all'imperatore Go-Saga, che regnò dal 1242 al 1246. A Go-Saga successero due dei suoi figli, l'imperatore Go-Fukakusa e l'imperatore Kameyama, che si alternarono il trono. Questo perché sul letto di morte nel 1272, Go-Saga aveva insistito affinché i suoi figli adottassero un piano in cui i futuri imperatori delle due linee fraterne (Daikakuji-tō e Jimyōin-tō) sarebbero saliti al trono in successione alternata. Questo piano si rivelò impraticabile, dando luogo a fazioni rivali e pretendenti rivali al trono.

### Crollo della Restaurazione Kenmu e divisione delle Corti
Nel 1333, quando l'imperatore del sud Go-Daigo guidò la Restaurazione Kenmu e organizzò una rivolta contro lo shogunato Kamakura, lo shōgun dichiarò l'imperatore Kōgon, nuovo imperatore del Giappone. Kōgon era un cugino di secondo grado di Go-Daigo e figlio dell'imperatore Go-Fushimi, della linea Jimyōin, rivale dei Daikakuji. Dopo la distruzione dello shogunato, Kōgon perse il suo potere, tuttavia, suo fratello, l'imperatore Kōmyō, e due dei suoi figli ebbero il sostegno del nuovo shogunato Ashikaga dal 1336 come pretendenti al trono.
Quando il leader del clan Ashikaga, Ashikaga Takauji, arrivò a Kyoto, Go-Daigo tentò senza successo di organizzare una resistenza e non ebbe altra scelta che consegnare i Tre tesori sacri agli alleati di Ashikaga, come tentativo di riconciliazione. Il 20 settembre 1336, Takauji decise di sostenere il ramo Jimyōin della famiglia imperiale e insediò sul trono l'imperatore Kōmyō. Go-Daigo dovette fuggire al tempio Enryaku-ji sul monte Hiei e poi nella città montuosa di Yoshino (nell'attuale prefettura di Nara); l'imperatore dichiarò di possedere i Sacri Tesori originali e che quelli che diede a Takauji erano falsi, rendendo invalida l'intronizzazione di Kōmyō. Tuttavia, Takauji ignorò questa affermazione e persistette nel riconoscimento di Kōmyō come legittimo imperatore.
Tutti i membri del ramo Jimyōin e i loro alleati formarono la Corte del Nord (北朝?, Hokuchō) e i membri e gli alleati del ramo Daikakuji formarono la Corte del Sud (南朝?, Nanchō). Da queste due denominazioni viene combinata la parola Nanboku-chō (南北朝時代?, Nanbokuchō jidai) per designare il periodo in cui entrambe le dinastie coesistettero. Le designazioni di "Nord" e "Sud" nelle dinastie si riferiscono alle posizioni delle capitali di entrambe le corti (Kyoto era a nord, rispetto a Yoshino, che era a sud).

### Consolidamento della Corte del Sud
La polarizzazione di entrambe le corti emerse in una nuova guerra, in cui Go-Daigo decise di inviare il principe Kaneyoshi a sud sull'isola di Kyūshū, il principe Muneyoshi nella regione di Kantō, il principe Noriyoshi nella provincia di Mutsu, il principe Tsuneyoshi e Nitta Yoshisada al nord nella regione di Hokuriku e Kitabatake Chikafusa andò nella provincia di Hitachi, nel tentativo di assicurare territori alla Corte del Sud. Tuttavia, le forze della Corte del Sud erano numericamente inferiori rispetto a quelle della Corte del Nord e subirono un rapido logoramento.
Durante l'assedio di Kanegasaki nel 1337, nella provincia settentrionale di Echizen, la fortezza principale di Nitta Yoshisada fu assediata per tre mesi dalle forze di Takauji, comandate da Kō no Moronao. In seguito all'assalto finale, il 7 aprile 1337, sia il principe Takanaga che Nitta Yoshiaki, figlio di Yoshitada, commisero seppuku e il principe Tsunenaga fu assassinato. Sempre nello stesso anno, il principe Noriyoshi dovette ritirarsi da Mutsu e tornare a Yoshino, dopo che la provincia fu presa dalla Corte del Nord.
Intorno al 1338 (Engen 3/Kenmu 5), Takauji fu nominato Sei-i Taishōgun dalla Corte del Nord, con l'obiettivo di rifondare il governo militare guidato dai samurai, che si era estinto nel 1333, ma questa volta con la guida del clan Ashikaga, in questo momento fu fondato lo shogunato Ashikaga, la capitale dello shogunato sarebbe stata trasferita da Kamakura a Kyoto.
Dopo la morte dell'imperatore Go-Daigo nel 1339 (Engen 4/Ryakuō 2) e salì al trono Go-Murakami che aveva solo undici anni. Kitabatake Chikabusa e altri assunsero il comando della Corte del Sud, ma nel 1348 (Shōhei 3/Jōwa (Nanboku-chō) 2) Kusunoki Masatsura e altri furono sconfitti nella battaglia di Shijōnawate da Kō no Moronao degli Ashikaga e, con la presa di Yoshino, la Corte del Sud si trasferì ad Anō (l'attuale città di Gojō, prefettura di Nara) nella provincia di Yamato.
Nel dicembre 1350, Ashikaga Tadayoshi, fratello di Takauji, fu espulso dallo shogunato, divenne monaco e in seguito fuggì a Yoshino, diventando alleato della Corte del Sud. Tadayoshi riorganizzò l'esercito del sud e prevedeva di attaccare direttamente Kyoto. Dopo aver raggiunto la capitale settentrionale, le forze di Tadayoshi presero rapidamente la città dando inizio all'incidente Kannō. Takauji propose un trattato di pace, la Corte del Sud pose condizioni come la consegna dei Tre tesori sacri e il ritorno del potere. Sebbene le condizioni fossero chiaramente svantaggiose per la Corte del Nord, il 24 ottobre 1351 (Kannō 2), Takauji accettò le condizioni e si arrese. L'imperatore Sukō della Corte del Nord fu costretto ad abdicare. Inoltre, fu abolito il nome dell'era della Corte del Nord, 2º anno Kan'o, e unificato con il 6º anno Shōhei della Corte del Sud. Questa riunificazione sarebbe conosciuta come la "Riunificazione Shōhei".
Il tentativo di riunificare entrambe le corti fu però interrotto nel 1352, con la morte di Tadayoshi. La Corte del Sud, per mano di Kusunoki Masanori, colse l'occasione per conquistare militarmente Kyoto nella battaglia di Shichijō Ōmiya, sconfiggendo Ashikaga Yoshiakira, figlio di Takauji ed erede dello shogunato. Questo tentativo prevedeva il rapimento degli imperatori in pensione della Corte del Nord: l'imperatore Kōgon, l'imperatore Kōmyō e l'imperatore Sukō, oltre al principe ereditario, il principe imperiale Naohito. Anche Nitta Yoshimune, della Corte del Sud, lanciò un'offensiva e occupò la città di Kamakura. Tuttavia, lo shogunato decise di lanciare una controffensiva e riuscì a riconquistare Kyoto e Kamakura, ma gli imperatori rapiti furono mobilitati a Otokoyama nella provincia di Yamashiro. Inoltre, Ashikaga Tadafuyu, nipote di Takauji e figlio di Tadayoshi, e Yamana Tokiuji decisero di allearsi con la Corte del Sud.
Poiché a Kyoto non c'era alcun imperatore, lo shogunato, con l'appoggio di Yoshiakira, designò il sedicenne principe imperiale Iyahito come nuovo imperatore della corte settentrionale il 25 settembre 1352, con il nome di imperatore Go-Kōgon.
Sebbene la Corte del Nord possedesse già un imperatore, la rivolta Kannō persistette. Kyoto fu presa dalle forze della Corte del Sud nel 1353, 1354 e 1355, anche se lo shogunato riprese rapidamente la città. Con gli alti e bassi della rivolta, Go-Kōgon fu costretto dallo shogunato a spostarsi da Kyoto alla provincia di Ōmi e in altri luoghi, per evitare rapimenti. Anche così, la minaccia della Corte del Sud di prendere Kyoto rimase fino al 1358, quando la rivolta finì e l'ordine fu lentamente ristabilito. Per quanto riguarda gli imperatori rapiti, l'imperatore Kōmyō poté tornare a Kyoto nel 1355 e divenne monaco buddista fino alla sua morte, l'imperatore Sukō tornò nel 1357 e tentò di convincere lo shogunato a nominare suo figlio erede imperiale, ma lo shogunato decise di nominare principe ereditario il figlio dell'imperatore Go-Kōgon. L'imperatore Kōgon fu l'unico a rimanere agli arresti domiciliari a Yoshino fino alla sua morte nel 1364.
Con la morte di Ashikaga Takauji, il 7 giugno 1358, il titolo di shōgun passò nelle mani di suo figlio, Yoshiakira. A quel tempo lo shogunato entrò in una serie di controversie interne. Con l'arrivo del 1360, sia la Corte del Nord che lo shogunato furono immersi in una disputa politica e avevano rinunciato ad attaccare le forze della Corte del Sud.

### Declino della Corte del Sud
Il 29 marzo 1368 (Shōhei 23/Ōan 1), l'imperatore Go-Murakami morì improvvisamente all'età di 40 anni. Gli successe il figlio, l'imperatore Chōkei, di 25 anni, che fu intronizzato nel tempio Sumiyoshi Taisha (a sud della città di Osaka), capitale temporanea della Corte del Sud per dieci anni, e il suo regno fu considerato dubbio fino al 1926, quando esso fu ufficialmente inserito nell'elenco degli imperatori. L'imperatore Chōkei fece rivivere l'idea di affrontare la Corte del Nord, nonostante le poche risorse del suo esercito. Invece, con la morte improvvisa di Yoshiakira nel 1367 e la nomina di suo figlio di dieci anni, Ashikaga Yoshimitsu, a shogun nel 1368, la reggenza di Hosokawa Yoriyuki determinò un rinnovamento delle forze dello shogunato. Nel 1369 Kusunoki Masanori abbandonò il comando della Corte del Sud dopo disaccordi con l'imperatore e si unì allo shogunato.
Intorno al 1383, l'imperatore Chōkei abdicò in favore del fratello minore, l'imperatore Go-Kameyama. A differenza dell'imperatore Chōkei, che mantenne un atteggiamento guerrafondaio contro lo shogunato e aveva causato disaccordi all'interno della Corte del Sud, Go-Kameyama riprese i negoziati con la Corte del Nord, avendo l'approvazione dello shogunato. Durante il regno di Go-Kameyama, verso il 1390, ebbe luogo il processo di smantellamento e declino definitivo della Corte del Sud.

### Riunificazione delle Corti
Yoshimitsu, che aveva indebolito il potente clan Yamana, il principale shugo, nella ribellione Meitoku del 1391 (Genchū 8/Meitoku 2), e guidava le forze dello shogunato, iniziò a negoziare su larga scala con la mediazione di Ōuchi Yoshihiro, shugo di Izumi e Kii, il cui territorio confinava con quello della Corte del Sud. Un accordo di pace fu raggiunto nel 1392 (Genchū 9/Meitoku 3), a tre condizioni: il trasferimento dei Tesori sacri dalla Corte del Sud alla Corte del Nord, il trasferimento del territorio di Kokuga alla linea Daikakuji, del dominio Chokodo alla linea Jimyoin e la successione alternata al trono imperiale.
Il 19 novembre 1392, l'imperatore della Corte del Sud, Go-Kameyama, viaggiò da Yoshino a Kyoto e consegnò gli oggetti sacri all'imperatore Go-Komatsu, sciogliendo così la dinastia del Sud. Questo evento segnò la riunificazione delle corti imperiali con il Trattato di pace di Meitoku (明徳の和約?, Meitoku no wayaku) e la fine dell'era Nanboku-chō.
Da quel momento in poi, il riconoscimento della Corte del Sud come legittimo sovrano fu represso fino alla clandestinità, in quanto i successivi imperatori sarebbero discesi dal ramo di Jimyōin. Infatti, gli imperatori della Corte del Nord che regnarono durante l'era Nanboku-chō erano considerati legittimi e gli imperatori della Corte del Sud erano considerati semplici pretendenti. Solo nel 1911, l'imperatore Meiji riconsiderò la linea di successione durante l'epoca Nanboku-chō e, sulla base del fatto che gli imperatori della Corte del Sud possedevano i Sacri Tesori durante il conflitto, la Corte del Sud era il ramo legittimo degli imperatori, mentre gli imperatori della Corte del Nord sono considerati pretendenti; tranne nel caso dell'imperatore Go-Komatsu, il cui regno è considerato pretendente dal 1382 al 1392, e legittimo dal 1392, al momento della riunificazione.

## Elenco Imperatori delle due Corti

### Corte del Sud
- Go-Daigo 1336–1339.
- Go-Murakami 1339–1368.
- Chōkei 1368–1383.
- Go-Kameyama 1383–1392.

### Corte del Nord
- Kōgon 1332–1333.
- Kōmyō 1336–1348.
- Sukō 1348–1351.
- Go-Kōgon 1352–1371.
- Go-En'yū 1371–1382.
- Go-Komatsu 1382–1392 (regnò come legittimo imperatore dal 1392 al 1412).